# Oospila hyalina
Oospila hyalina är en fjärilsart som beskrevs av W. Warren 1897. Oospila hyalina ingår i släktet Oospila och familjen mätare. Inga underarter finns listade i Catalogue of Life.